# Legamento peroneo astragalico posteriore
Il legamento talofibolare posteriore, decorre quasi orizzontalmente dalla fossa malleolare del malleolo laterale del perone fino al tubercolo prominente della superficie posteriore dell'astragalo immediatamente laterale alla scanalatura per il tendine del flessore lungo dell'alluce.

## Fonte
1. ↑   Henry Gray e Warren Harmon Lewis, Anatomy of the human body, Philadelphia : Lea & Febiger, 1918. URL consultato il 17 dicembre 2019.